# Forza Motorsport 4
Forza Motorsport 4 — відеогра жанру автосимулятор, розроблена компанією Turn 10 Studios і видана Microsoft Studios ексклюзивно для Xbox 360. Це четверта гра серії Forza і перша, що підтримує датчик Kinect разом з традиційним ігровим процесом на основі контролера. Це останній Forza Motorsport, випущений для Xbox 360, Forza Horizon 2012 року і його продовження 2014 року були останніми двома іграми Forza для платформи, в той час, як Forza Motorsport 5 був випущений у 2013, як гра стартової лінійки, для консолі нового покоління Xbox One.
Новою особливістю серії є Autovista  — ігровий режим, в якому гравці можуть переглядати точні деталі, а саме деталі двигуна і внутрішні датчики вибраної кількості автомобілів. Джеремі Кларксон та Джеймс Мей, колишні співзасновники Top Gear, в цьому режимі, дають коментарі. Інші партнерства включають дворічну угоду з американською серією Le Mans (ALMS). У грі включено понад 500 автомобілів і 26 треків.
Гра отримала загальне визнання критиків, які високо оцінили покращену фізику автомобіля, оновлені візуальні елементи та звук. Кілька рецензентів також дали високі оцінки режиму Autovista в грі. Деякі критики висловили розчарування щодо функцій Kinect, а інші також вважали, що гра була недостатньою інновацією від її попередника, Forza Motorsport 3. Ці критики, однак, визнали, що гра була значно покращена, у порівнянні з Forza Motorsport 3.